# Olympische Jugend-Winterspiele 2016/Eishockey
Bei den II. Olympischen Jugend-Winterspielen 2016 in Lillehammer wurden vier Wettbewerbe im Eishockey ausgetragen. Jeweils 5 Mannschaften traten bei den Turnieren der Jungen und Mädchen an. Darüber hinaus wurden weitere Einzelmedaillen in beiden Geschlechterklassen in einer sogenannten Skills-Challenge vergeben.

## Bilanz

### Medaillenspiegel
| Platz  | Land               | Gold | Silber | Bronze | Gesamt |
| ------ | ------------------ | ---- | ------ | ------ | ------ |
| 1      | Japan              | 1    | –      | –      | 1      |
| 1      | Rumänien           | 1    | –      | –      | 1      |
| 1      | Schweden           | 1    | –      | –      | 1      |
| 1      | Vereinigte Staaten | 1    | –      | –      | 1      |
| 5      | Italien            | –    | 1      | –      | 1      |
| 5      | Kanada             | –    | 1      | –      | 1      |
| 5      | Slowakei           | –    | 1      | –      | 1      |
| 5      | Tschechien         | –    | 1      | –      | 1      |
| 8      | Finnland           | –    | –      | 1      | 1      |
| 8      | Österreich         | –    | –      | 1      | 1      |
| 8      | Russland           | –    | –      | 1      | 1      |
| 8      | Schweiz            | –    | –      | 1      | 1      |
| Gesamt | Gesamt             | 4    | 4      | 4      | 12     |

### Medaillengewinner
| Disziplin        | Gold               | Silber            | Bronze            |
| ---------------- | ------------------ | ----------------- | ----------------- |
| Männer           |                    |                   |                   |
| Mannschaft       | Vereinigte Staaten | Kanada            | Russland          |
| Skills-Challenge | Eduard Cășăneanu   | Sebastian Čederle | Aleks Haatanen    |
| Frauen           |                    |                   |                   |
| Mannschaft       | Schweden           | Tschechien        | Schweiz           |
| Skills-Challenge | Sena Takenaka      | Anita Muraro      | Theresa Schafzahl |

## Männer

### Turnier
Hauptartikel: Olympische Jugend-Winterspiele 2016/Eishockey (Jungen)

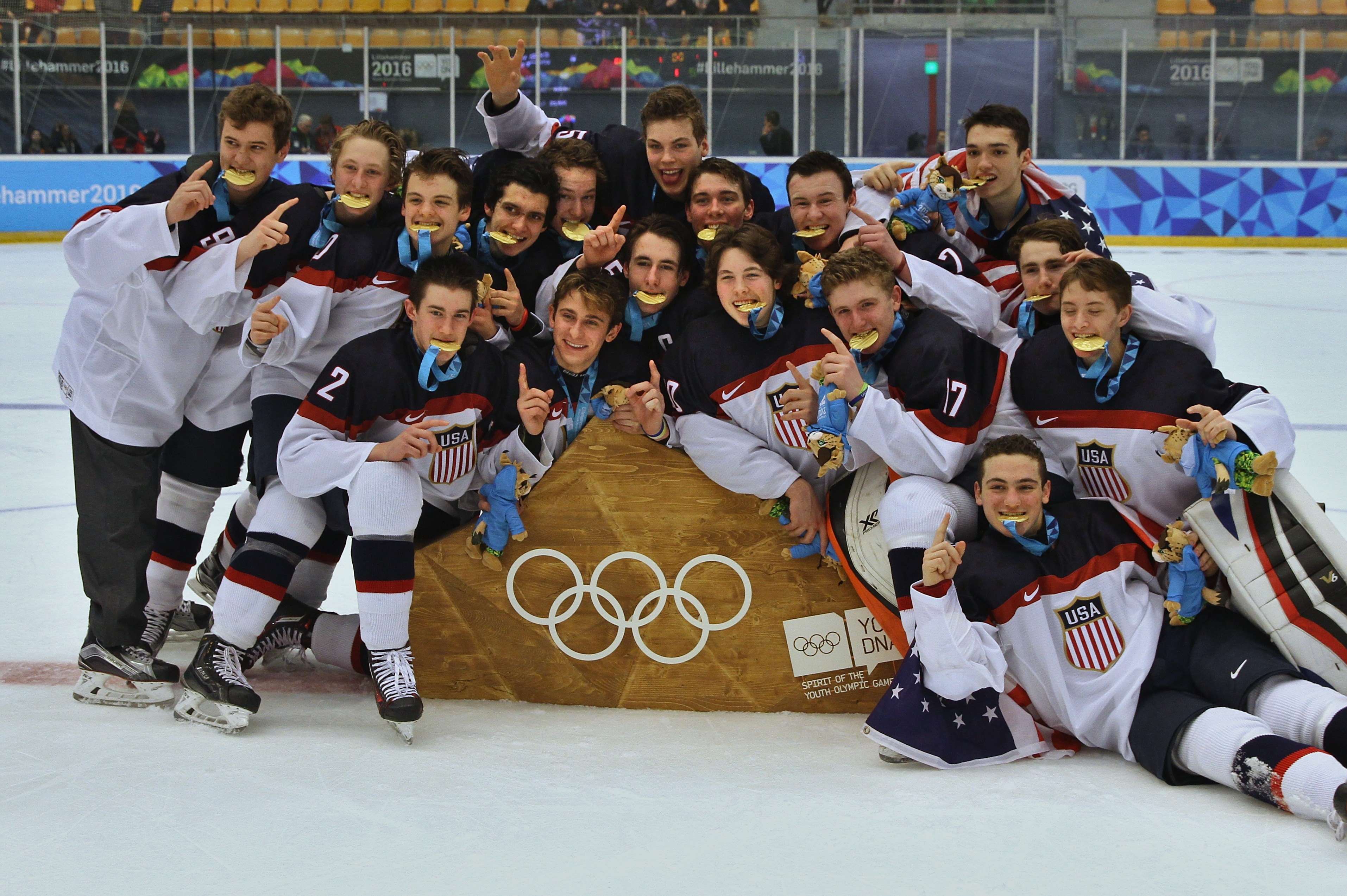
Das Team der Vereinigten Staaten gewann die Goldmedaille

| Platz | Land | Athleten |
| ----- | ---- | --- |
| 1     | USA  | Drew Deridder, Christian Krygier, Will MacKinnon, Jacob Semik, Adam Samuelsson, Mattias Samuelsson, Ty Emberson, T. J. Walsh, Tyler Weiss, Jonathan Gruden, Ryan Savage, Jake Wise, Oliver Wahlstrom, Jacob Pivonka, Erik Middendorf, Jack Deboer, Todd Scott                                                         |
| 2     | CAN  | Alexis Gravel, Jett Woo, Jared McIsaac, Benoît-Olivier Groulx, Ty Smith, Aidan Dudas, Ryan Merkley, Gabriel Fortier, Luka Burzan, Dennis Busby, Declan Chisholm, Tristen Nielsen, Anderson MacDonald, Allan McShane, Carson Focht, Conor Roberts, Olivier Rodrigue                                                    |
| 3     | RUS  | Gleb Babinzew, Alexander Chowanow, Maxim Deneschkin, Grigori Denissenko, Georgi Dubrowski, Wladislaw Kotkow, Pawel Kuptschichin, Anton Malyschew, Amir Miftachow, Kirill Nischnikow, Pawel Rotenberg, Alexander Schabrejew, Bogdan Schiljakow, Daniil Schurawljow, Iljas Sitdikow, Jegor Sokolow, Andrei Swetschnikow |

Datum: 20. Februar

### Skills-Challenge
| Platz | Land | Athlet            | Punkte |
| ----- | ---- | ----------------- | ------ |
| 1     | ROU  | Eduard Cășăneanu  | 14     |
| 2     | SVK  | Sebastian Čederle | 12     |
| 3     | FIN  | Aleks Haatanen    | 12     |
| 4     | GER  | Erik Betzold      | 11     |
| 5     | HUN  | Nátán Vértes      | 11     |
| 6     | LTU  | Dino Mukovoz      | 10     |

Datum: 18. Februar

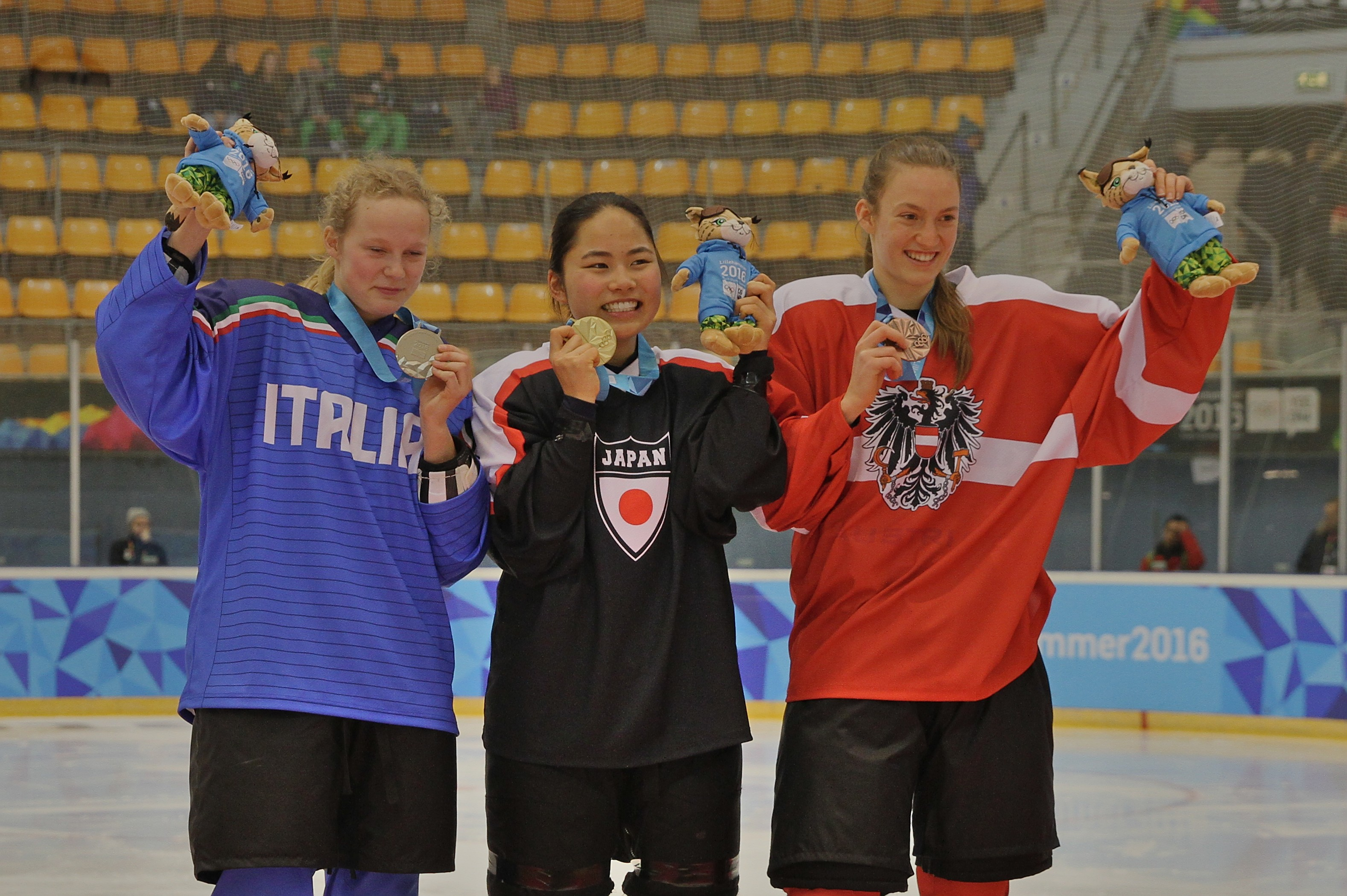
Die Medaillengewinner der Skills-Challenge

In dieser Disziplin werden die Medaillengewinner in folgenden Kategorien ermittelt: Schnellste Runde, Schussgenauigkeit, Laufbeweglichkeit, Härtester Schuss, Passgenauigkeit und Puckkontrolle.

Weiterer Teilnehmer aus deutschsprachigen Ländern:
 7.  Benjamin Baumgartner: 10 Punkte

## Frauen

### Turnier
Hauptartikel: Olympische Jugend-Winterspiele 2016/Eishockey (Mädchen)
| Platz | Land | Athleten |
| ----- | ---- | --- |
| 1     | SWE  | Anna Amholt, Wilma Carlsson, Julia Gustafsson, Madelene Strömgren, Maja Nylén Persson, Linnéa Sjölund, Mina Waxin, Josefin Bouveng, Fanny Brolin, Lina Ljungblom, Sofie Lundin, Ronja Mogren, Madelen Westerlund, Agnes Wilhelmsson, Ethel Wilhelmsson, Jennifer Carlsson, Therese Järnkrok Trainerin: Ylva Lindberg |
| 2     | CZE  | Kristýna Blahová, Adéla Škrdlová, Šárka Krejníková, Alexandra Halounová, Veronika Lorencová, Anna Kotounová, Klára Jandušíková, Nikola Dýcková, Natálie Mlýnková, Martina Exnerová, Barbora Machalová, Karolina Hrdinová, Magdalena Erbenová, Laura Lerchová, Karolína Hornická, Karolína Juřicová                   |
| 3     | SUI  | Saskia Maurer, Sydney Berta, Tina Brand, Jessica Schlegel, Lara Zimmermann, Janine Hauser, Lisa Rüedi, Gionina Spieß, Yael Brich, Noemi Ryhner, Rahel Enzler, Stefanie Wetli, Nicole Vallario, Oona Emmenegger, Justine Forster, Sina Bachmann, Ramona Forrer                                                        |

Datum: 20. Februar

### Skills-Challenge
| Platz | Land | Athlet            | Punkte |
| ----- | ---- | ----------------- | ------ |
| 1     | JPN  | Sena Takenaka     | 16     |
| 2     | ITA  | Anita Muraro      | 14     |
| 3     | AUT  | Theresa Schafzahl | 13     |
| 4     | NOR  | Millie Sirum      | 12     |
| 5     | AUS  | Madison Poole     | 12     |
| 6     | KOR  | Eom Su-yeon       | 09     |

Datum: 16. Februar

In dieser Disziplin werden die Medaillengewinner in folgenden Kategorien ermittelt: Schnellste Runde, Schussgenauigkeit, Laufbeweglichkeit, Härtester Schuss, Passgenauigkeit und Puckkontrolle.

Weitere Teilnehmerin aus deutschsprachigen Ländern:

8.  Tabea Botthof: 8 Punkte